# شانون براون (مغنية مؤلفة)
شانون براون (بالإنجليزية: Shannon Brown)‏ هي مغنية مؤلفة أمريكية، ولدت في 23 يوليو 1973 في سبيريت ليك في الولايات المتحدة.

## وصلات خارجية
- شانون براون على موقع ميوزك برينز (الإنجليزية)
- شانون براون على موقع ديسكوغز (الإنجليزية)